# Liste ostpreußischer Musiker und Musikkritiker
Die Liste ostpreußischer Musiker und Musikkritiker verzeichnet Organisten, Solisten, Sänger, Dirigenten, Komponisten und Musikkritiker aus Ostpreußen.

## Liste
- Alexandra (1942–1969), Sängerin
- Constanz Berneker (1844–1906), Organist und Komponist
- Otto Besch (1885–1966), Komponist
- Max Brode (1850–1917), Violinist und Dirigent
- Herbert Brust (1900–1968), Organist, Komponist und Musiklehrer; Ostpreußenlied
- Heinrich Dorn (1804–1892), Komponist und Dirigent
- Walter Eschenbach (1883–1936), Organist
- Otto Fiebach (1851–1937), Organist und Komponist
- Hermann Goetz (1840–1876), Pianist, Dirigent, Organist und Komponist
- Hugo Hartung (1885–1963), Organist, Cembalist, Pianist, Sänger und Chordirigent
- Werner Richard Heymann (1896–1961), Komponist und Dirigent
- E.T.A. Hoffmann (1776–1822), unter anderem Komponist, Kapellmeister und Musikkritiker
- Adolf Jensen (1837–1879), Pianist und Komponist
- Louis Köhler (1820–1886), Pianist, Dirigent und Komponist
- Walter Kollo (1878–1940), Komponist
- Albert Krantz (1851–1938), Militärmusiker
- Erwin Kroll (1886–1976), Pianist, Komponist, Schriftsteller und Musikkritiker
- Melanie Michaelis (1882–1969), Violinistin
- Otto Nicolai (1810–1849), Dirigent und Komponist, Gründer der Wiener Philharmoniker
- Hermann Pätzold (1824–1861), Dirigent und Komponist
- Margarethe Quidde (1858–1940), Pianistin, Cellistin und Schriftstellerin
- Johann Friedrich Reichardt (1752–1814), Komponist und Musikschriftsteller
- Hans-Erich Riebensahm (1906–1988), Pianist
- Friedrich Riel (1774–1845), Chorleiter, Komponist und Pianist[1]
- Willy Rosenau (1915–1999), Opern- und Rundfunksänger (Bariton)
- Gustav Sabac el Cher (1868–1934), Militärmusiker
- Carl Heinrich Saemann (1790–1860), Organist und Chorleiter
- Margarete Schuchmann (1893–1991), Pianistin
- Heinz von Schumann (1911–1993),  Organist, Chordirigent, Musikdirektor, Komponist und Gymnasiallehrer
- Max Staegemann (1843–1905), Opernsänger (Bariton) und Theaterintendant
- Heinz Tiessen (1887–1971), Dirigent und Komponist
- Herbert Wilhelmi (1895–1983), Organist und Komponist
- Rudolf Winkler (1889–1970), Pianist

## Musikkritiker
- Constanz Berneker
- Otto Besch
- Gustav Dömpke
- Heinrich Dorn
- Louis Köhler
- Erwin Kroll
- Margarethe Quidde